# Tentatives polonaises d'obtenir des colonies
La Pologne n'a, durant son histoire, jamais possédé officiellement de colonies. Cependant, l'acquisition de tels territoires y a parfois été envisagée, quoique jamais mise en œuvre. Le plus proche que la Pologne eût été de posséder un empire colonial était au XVIIe siècle, lorsque le duché de Courlande, son vassal, établit des comptoirs outre-mer.

## La république des Deux Nations

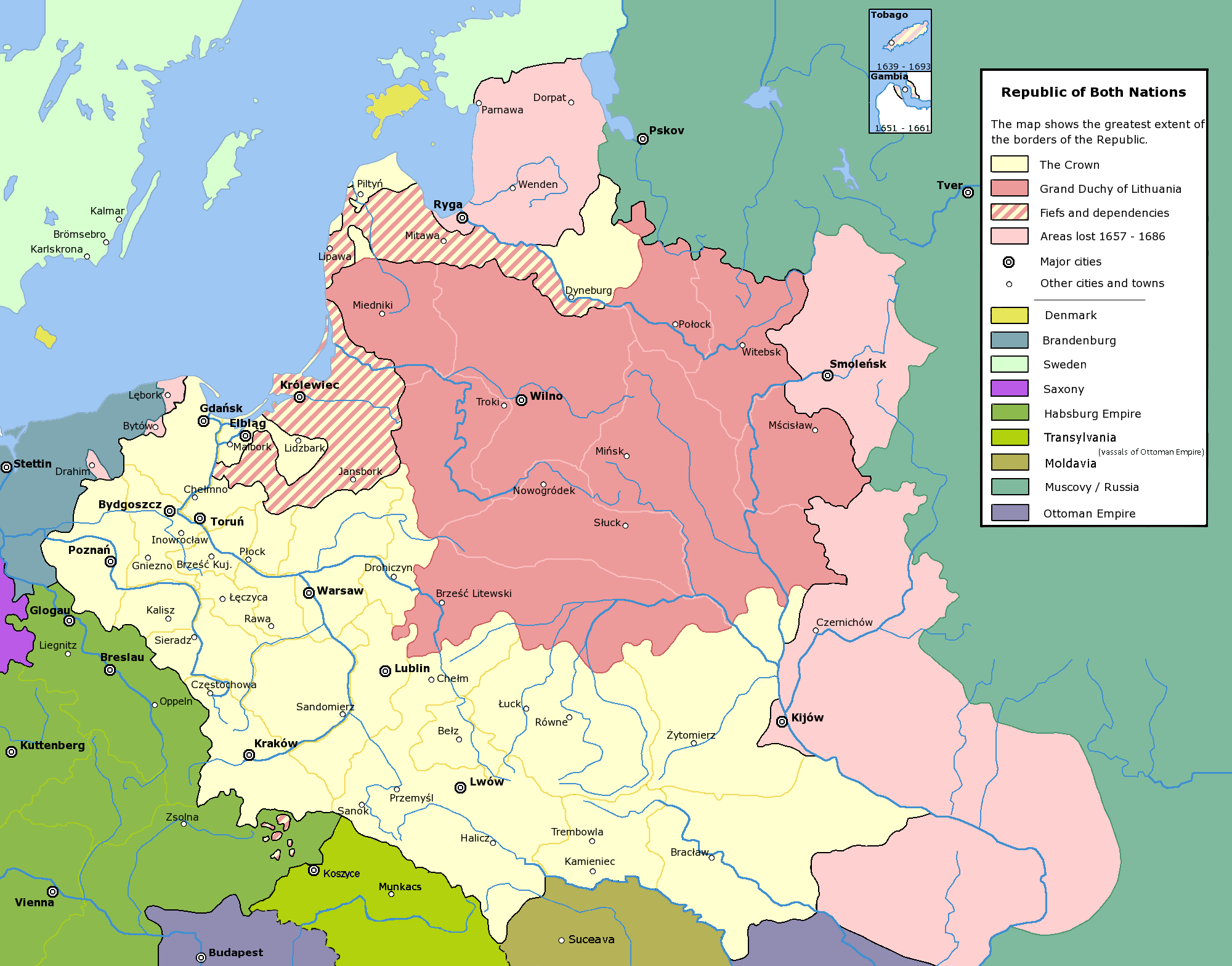
Carte de la Pologne-Lituanie au XVIIe siècle, montrant les colonies courlandaises en insert.

La noblesse polonaise s'est intéressée à la possibilité d'obtenir des colonies dès le milieu du XVIe siècle. Dans un accord signé avec le roi Henri de Valois (les articles henriciens, qui listaient les conditions nécessaires à son accession au trône de Pologne), les nobles polonais obtinrent la permission de s'installer dans certains territoires d'outre-mer du royaume de France. Cependant, lorsque Henri décida d'abandonner la Pologne pour devenir roi de France, l'idée fut abandonnée.

### Les colonies courlandaises
Le duché de Courlande, petit État situé sur le territoire de la Lettonie actuelle, était depuis 1561 un fief de la république des Deux Nations. Ce dernier se dote au XVIIe siècle de quelques colonies, sous l'impulsion du duc Jacob Kettler. Dans sa jeunesse et au cours de ses études à l'étranger, celui-ci avait été inspiré par la richesse ramenée dans divers pays d'Europe occidentale depuis leurs colonies. En conséquence, Kettler décida de mettre sur pieds l'une des plus grandes flottes marchandes d'Europe, ayant ses ports principaux à Windau (aujourd'hui Ventspils) et Libau (aujourd'hui Liepāja). Cependant, la Pologne-Lituanie ne s'est jamais réellment intéressé aux ambitions coloniales de son vassal, quand bien même Jacob Kettler ait suggéré en 1647 au roi Ladislas IV Vasa la création d'une société commerciale polono-courlandaise commune, qui serait active en Inde. Le roi, malade, n'est pas cependant pas intéressé, et Kettler décida donc d'agir de son propre chef.
Liste des colonies courlandaises :

En Afrique :
- Gambie (1650-1661) :
  - Fort Bayona, sur l'Île Sainte-Marie, (près de Banjul) ;
  - Fort Jacob, sur l'Île Saint-André ;
  - Fort Jilifree à Juffureh.

Aux Amériques :
- Nouvelle-Courlande (Tobago, 1638-1689) ;
  - Courland Bay (1638-1650) ;
  - Jekaba pilseta (actuelle Jamestown, 1654-1659 ; 1668 ; 1680-1683 ; 1686-1690) ;
- Toco, sur l'île de la Trinité[2].

## AuXIXesiècle

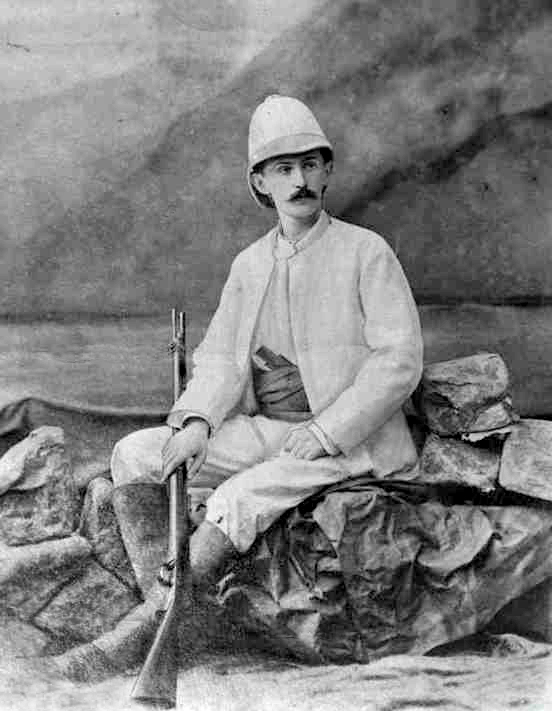
Stefan Szolc-Rogoziński.

La Pologne disparaissant en tant qu'État souverain à la fin du XVIIIe siècle (troisième partage en 1795), elle se trouve de fait exclue lors de la grande vague coloniale de la fin du XIXe (partage de l'Afrique, « grand jeu »,...) Toute tentative de colonisation polonaise de cette époque ne pouvait donc résulter que d'initiatives privées.
C'est par exemple le projet de Stefan Szolc-Rogoziński, noble polonais et officier de la marine impériale russe, qui organisa en 1882 une expédition au Cameroun,. Officiellement, il s'agissait uniquement d'une expédition d'exploration, mais officieusement, l'expédition cherchait un endroit où une communauté polonaise pourrait être fondée à l'étranger. Il n'avait aucun soutien officiel ni de l'Empire russe ni du Royaume du Congrès, mais était soutenu par un certain nombre de Polonais influents, dont Boleslaw Prus et Henryk Sienkiewicz. Le 13 décembre 1882, accompagné de Léopold Janikowski et Klemens Tomczek, Rogoziński quitte le port français du Havre, à bord du Lucja Malgorzata, battant pavillon français et polonais. L'expédition est cependant un échec, et Szolc-Rogoziński retourne en Europe, essayant de collecter plus d'argent pour son projet. Une deuxième expédition au Cameroun ne lui apportera pas plus de succès, et Rogoziński finira sa vie à Paris, où il mourra le 1er décembre 1896.
Pendant ce temps, le Cameroun est lentement annexé par l'Empire allemand. En 1884, Rogoziński signa un accord avec un représentant britannique, qui devait lui fournir un soutien pour les traités qu'il signait avec les chefs camerounais ; mais, l'année suivante, à la Conférence de Berlin, le gouvernement britannique décida de ne pas poursuivre de revendications dans la région et accéda aux revendications allemandes sur le Kamerun.

## La deuxième république de Pologne

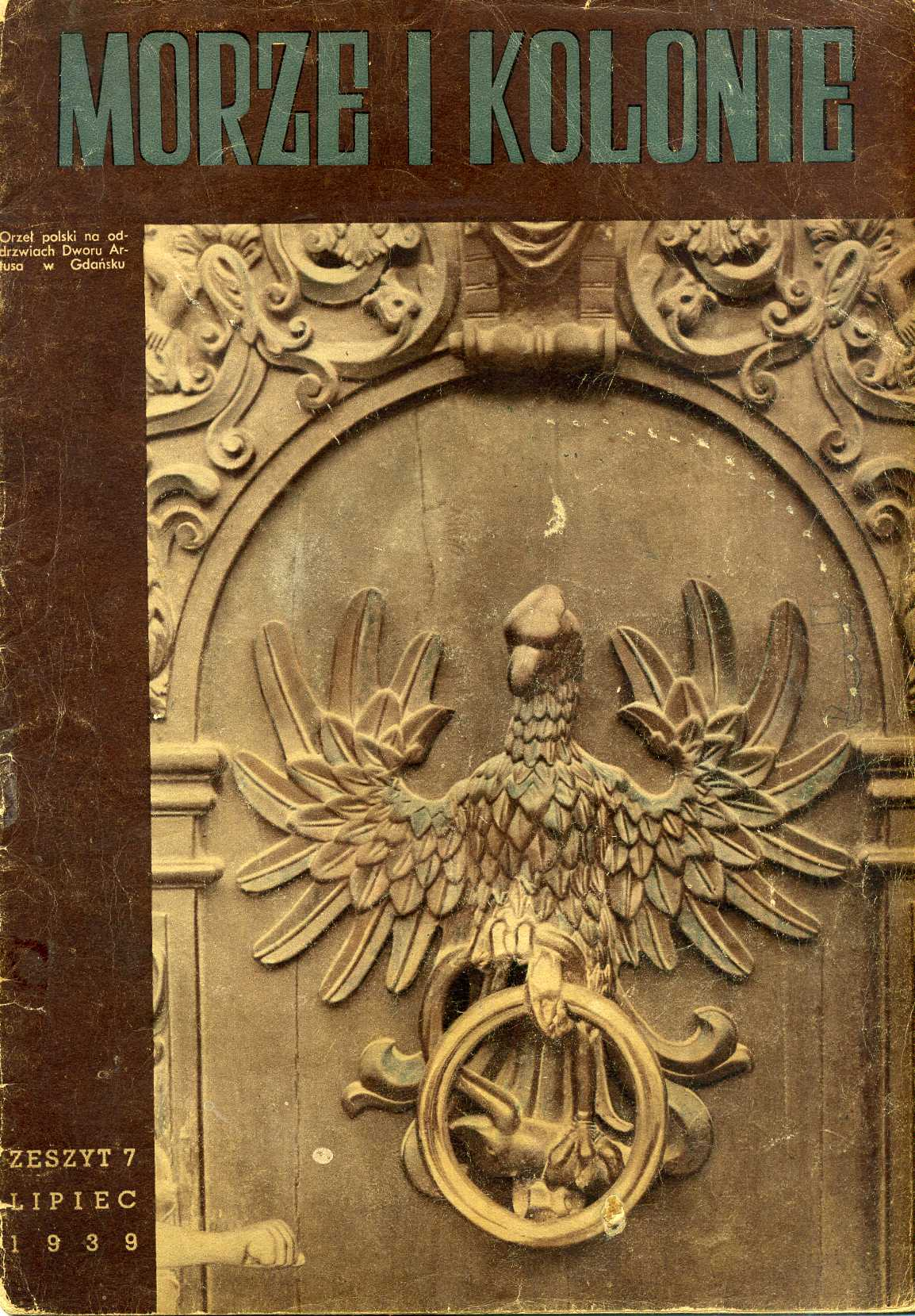
Un numéro de la revue de la Ligue Maritime et Coloniale Morze i Kolonie (« Mer et Colonies ») (1939).

La Pologne recouvra son indépendance au lendemain de la Première Guerre mondiale. Bien que la colonisation n'ait jamais été un objectif majeur à Varsovie, certaines organisations comme la Ligue maritime et coloniale ont défendu l'idée de créer des colonies polonaises. La Ligue maritime et coloniale tire ses origines de l'organisation Polska Bandera (« Bannière polonaise »), fondée le 1er octobre 1918, qui soutenait l'achat de terres par des émigrants polonais dans des pays comme le Brésil et le Liberia. La Ligue devint par la suite très influente dans l'élaboration de la politique gouvernementale à l'égard de la marine marchande polonaise. Malgré une longue campagne destinée à toucher l'opinion (publications, expositions, discours, lobbying, etc.) et le soutien de l'opinion publique, elle ne parvint jamais à faire aboutir son projet d'obtenir des colonies pour la Pologne.
En 1926, une Société coloniale (Towarzystwo Kolonizacyjne) fut également fondée à Varsovie. Sa tâche était de diriger les émigrants polonais vers l'Amérique du Sud, où la Société coloniale est rapidement devenue très active, notamment dans l'État brésilien d'Espirito Santo.
En 1928 est créée l'Union des Pionniers de la colonisation (Związek Pionierów Kolonialnych), dans le but d'obtenir des colonies pour la Pologne ou des zones de peuplement pour la nation polonaise.
Plusieurs historiens polonais et polonais-américains considèrent que les volontés coloniales de la Pologne en Afrique et en Amérique latine n'étaient pas motivées principalement par des raisons racistes. Ils soulignent les motivations d'ordre largement économiques de la Pologne qui cherchait à acquérir des matériaux tropicaux non disponibles en Europe continentale, et voyant, comme le reste de l'Europe à cette époque, l'obtention de colonies comme le meilleur moyen d'y parvenir. Les projets polonais, moins politiquement expansionnistes qu'il n'y paraît, remplissaient des fonctions spécifiques dans la politique étrangère polonaise, non seulement par rapport à la question de l'émigration juive mais aussi dans les relations germano-polonaises.
Les régions suivantes ont été envisagées comme destinations potentielles de la colonisation polonaise durant l'entre-deux-guerres :

### Angola
Le 14 décembre 1928, la Ligue maritime et coloniale envoya une expédition en Angola, qui était alors une colonie portugaise. L'objectif était d'essayer d'y installer autant d'immigrants polonais que possible, avant de négocier le rachat du territoire aux Portugais. Cependant, après cinq ans, l'un des premiers pionniers en Angola, Michal Zamoyski, écrit : « Personnellement, je ne persuaderais personne de vivre en Angola ». Les conditions de vie étaient difficiles, les bénéfices étaient marginaux et l'idée fut finalement abandonnée.

### Brésil (État de Paraná)

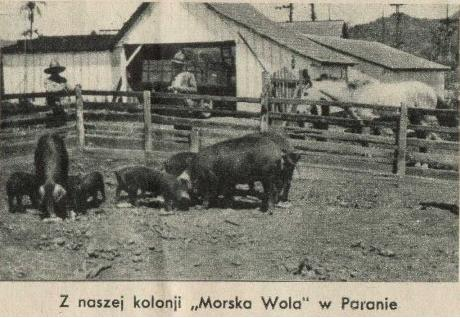
Ferme polonaise à Morska Wola.

L'émigration polonaise vers cette région commença avant même la Première Guerre mondiale. Dans les années 1930, environ 150 000 Polonais y vivaient (18,3 % de la population). Les actions de colonisation soutenues par le gouvernement commencèrent en 1933, après que la Ligue maritime et coloniale, entre autres organisations, y ait acheté près de 250 000 hectares de terres. Le gouvernement brésilien, craignant que les Polonais n'envisagent d'annexer une partie du Brésil, réagit très rapidement, limitant les activités des organisations polonaises. Le gouvernement de Varsovie n'ayant pas voulu intervenir, le projet prit à la fin des années 1930.

### Libéria

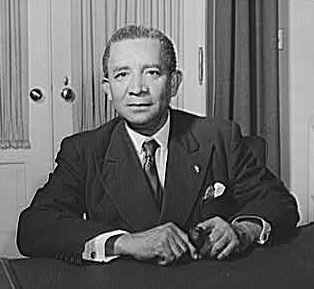
Edwin Barclay, président du Libéria de 1930 à 1944.

Les gouvernements libérien et polonais entretenaient de bonnes relations en raison du soutien polonais au Liberia au sein de la Société des Nations. À l'automne 1932, la SDN élabora un plan qui prévoyait de faire du Liberia un protectorat confié à l'un des membres de la Société, afin d'« assainir » politiquement et financièrement ce pays en cessation de paiement, en banqueroute complète, et dans lequel l'esclavage était encore très répandu. La Pologne n'étant pas considérée par les Libériens comme un pays ayant des aspirations coloniales, un envoyé officieux du gouvernement libérien, le Dr Leo Sajous, fut envoyé fin 1932 à Varsovie pour demander de l'aide à la Pologne. En avril 1933, un accord fut signé entre le Liberia et la Ligue maritime et coloniale. Les Libériens acceptaient d'allouer un minimum de 60 hectares de terres à des agriculteurs polonais, pour une période de 50 ans. Les entreprises polonaises se voyaient accorder la clause de la nation la plus favorisée, et Varsovie était autorisée à fonder une société pour exploiter les ressources naturelles du Liberia. En 1934, le gouvernement libérien invita des colons polonais. Au total, 50 plantations leur furent accordées, pour une superficie totale de 3 035 hectares. Au cours du second semestre de 1934, six agriculteurs polonais s'installèrent au Liberia.
Cependant, ce projet n'était pas entièrement soutenu par le gouvernement polonais, mais bien plutôt par la Ligue maritime ; seules quelques dizaines de Polonais acceptèrent l'offre de s'installer au Liberia, et leurs entreprises se sont avérées, pour la plupart, non rentables. L'original de l'accord a été perdu, mais, selon certaines sources, un protocole secret aurait en outre permis à la Pologne de recruter 100 000 soldats africains. L'implication polonaise au Liberia est sévèrement combattue par les États-Unis, créateurs de la nation libérienne. En raison de la pression américaine, le ministère polonais des Affaires étrangères finit par fermer en 1938 le bureau de la Ligue maritime et coloniale à Monrovia,.

### Madagascar

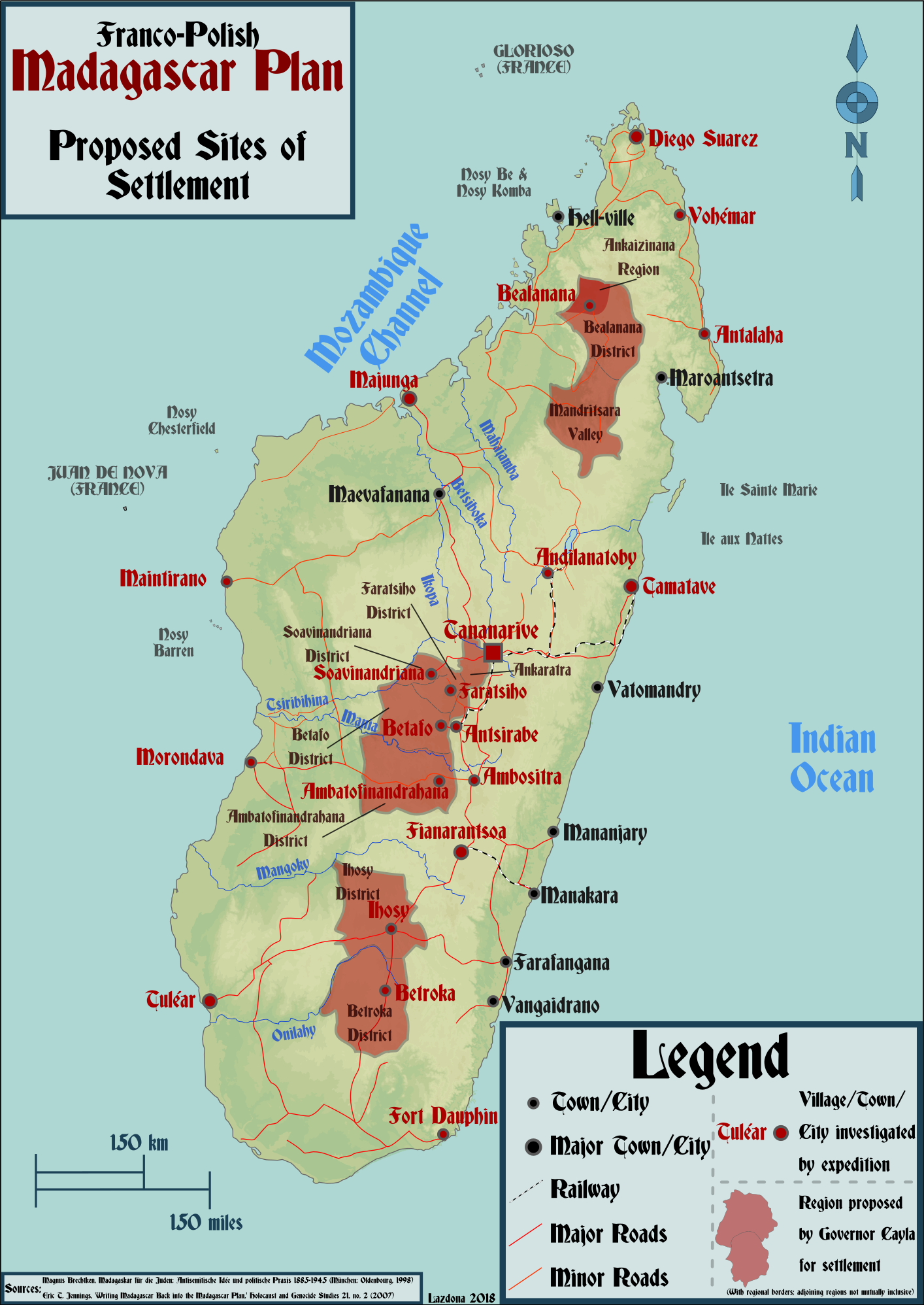
Le plan Madagascar.

Un projet d'acquisition de la colonie française de Madagascar par le gouvernement polonais fut discuté en 1926, mais l'idée fut jugée irréalisable. L'idée refit cependant surface au cours des années 1930, lorsque le ministre polonais des affaires étrangères Józef Beck proposa que Madagascar fût utilisé comme un « dépotoir » pour la population juive « excédentaire » de la Pologne. Le gouvernement polonais proposa le concept d'émigration juive à Madagascar à la Société des Nations en 1936 et envoya une délégation pour évaluer l'habitabilité de l'île en 1937. La France, cherchant à renforcer ses liens avec la Pologne et à décourager la coopération polono-allemande, participa officiellement à l'expédition. Varsovie envoya une délégation spéciale à Madagascar, sous la direction du major de l'armée polonaise Mieczyslaw Lepecki. Le projet est diversement décrit comme ayant échoué peu après l'expédition de 1937, ou comme ayant été interrompu par l'invasion allemande de la Pologne en septembre 1939.

### Mozambique
Les plans de colonisation du Mozambique étaient liés à des investissements commerciaux réalisés par certaines entreprises polonaises vers la fin des années 1930 et n'ont jamais dépassé le stade de l'investissement à l'étranger normal (acquisition de terres agricoles et de mines).

### Palestine
La Palestine fut également considérée comme une possible destination d'émigration pour les Juifs polonais. Le colonel Józef Beck, alors ministre des affaires étrangères, soutenait ce projet.

### Pérou (près du Río Ucayali)

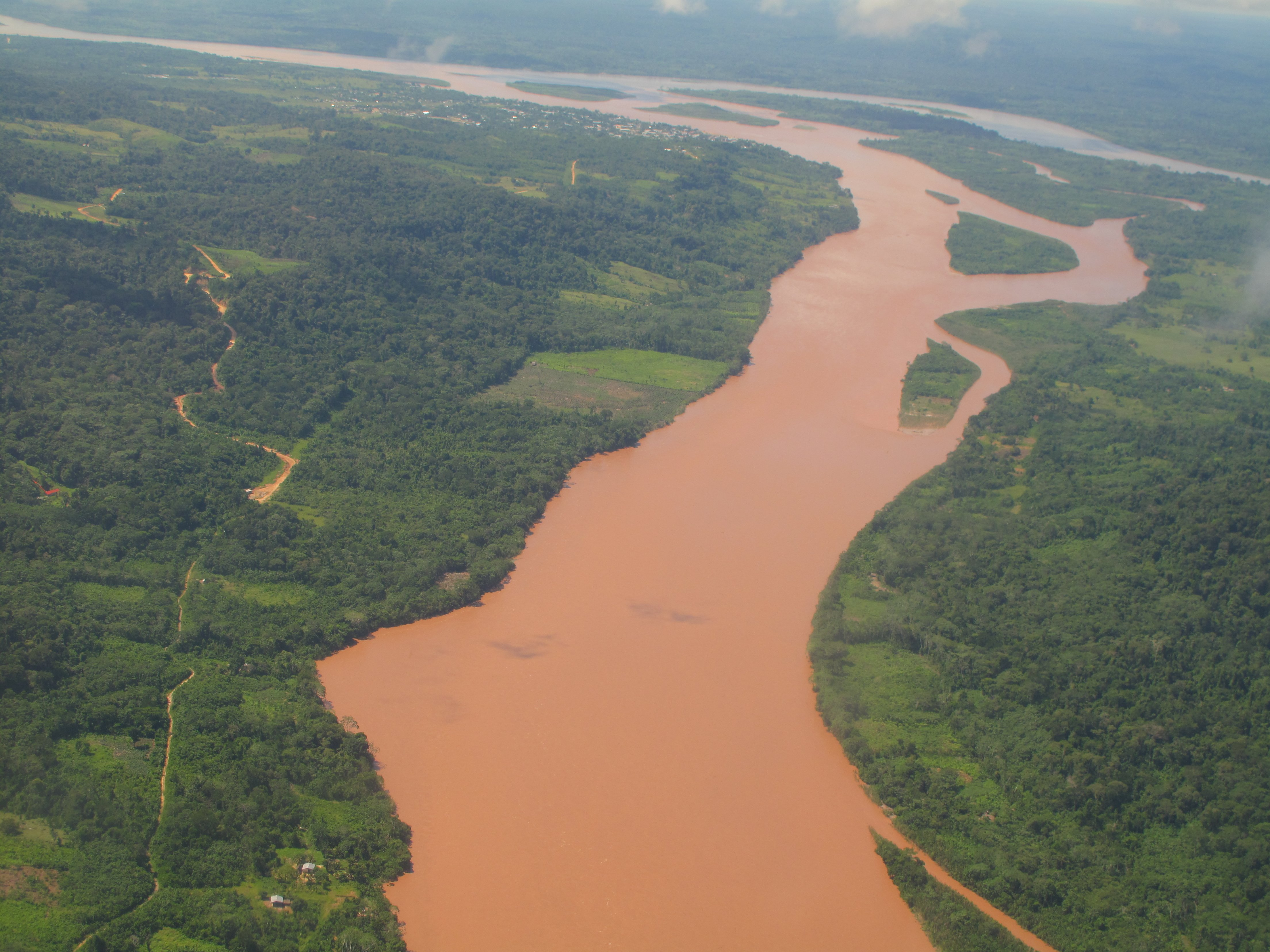
Le Río Ucayali vu du ciel.

En janvier 1928, une expédition polonaise s'est rendue dans la région de l'Ucayali, afin de vérifier les possibilités de mise en cultivation de plusieurs milliers d'hectares de forêt tropicale. Peu après, les premiers colons polonais arrivèrent au Pérou, mais, en raison de la Grande Dépression, le gouvernement de Varsovie cessa de financer l'opération. Les dons privés étaient insuffisants, et, de plus, les premiers colons découvrirent que les conditions locales étaient bien pires que celles annoncées. En 1933, le contrat avec les Péruviens est résilié, et, pour éviter un scandale international, tous les colons rentrent en Pologne.

### Tanganyika et Cameroun
Divers auteurs polonais, non soutenus par leur gouvernement, ont exprimé leur intérêt pour cette région au motif qu'elle avait été en partie découverte par Stefan Szolc-Rogoziński et que l'Europe avait une dette générale envers la Pologne pour la guerre polono-soviétique. Certains défendaient également l'idée que, les terres polonaises ayant constitué un cinquième de l'Empire allemand, il était juste que la Pologne de nouveau indépendante récupérât un cinquième des anciennes colonies allemandes.

### Est de la Pologne
Il est par ailleurs à noter que certains historiens, tels que Tadeusz Piotrowski, ont qualifié de coloniales les politiques gouvernementales de soutien à la colonisation polonaise des actuelles Ukraine et Biélorussie.

## Suites
Le déclenchement de la Seconde guerre mondiale met un terme brutal aux ambitions coloniales de la Pologne. La Ligue maritime et coloniale est dissoute en 1939. Refondée en 1944, ses statuts changent et abandonnent toute référence à la colonisation,. Le régime communiste se désintéresse de la question coloniale.

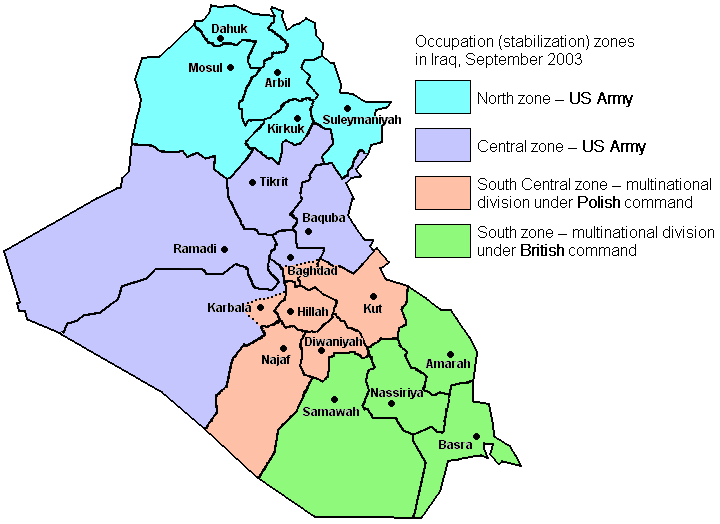
La zone d'occupation polonaise en Irak (en rose).

En 2003, la Pologne participe à la guerre d'Irak aux côtés des États-Unis et se voit confier une zone d'occupation à gérer au sein de ce pays. Certains auteurs interprètent cet événement comme une façon pour le gouvernement de George W. Bush de flatter le patriotisme polonais et de s'assurer de son soutien en offrant à la Pologne ce dont elle avait toujours rêvé mais jamais eu, à savoir une colonie outre-mer (ou tout du moins ce qui s'en approche le plus).